# Herb gminy Lipno (województwo kujawsko-pomorskie)
Herb gminy Lipno – jeden z symboli gminy Lipno, ustanowiony 24 czerwca 2014.

## Wygląd i symbolika
Herb przedstawia na tarczy w błękitnym polu złote drzewo lipowe na zielonej murawie, nad którym znajduje się złoty krzyż kawalerski na barku srebrnej podkowy. Ze środka podkowy wychodzi srebrna strzała skierowana żeleźcem w dół. Podkowa z krzyżem i strzałą jest godłem herbowym herbu Dołęga, używanego przez rodzinę Słupów Wierzbickich z Wierzbicka. Była to jedna z najznaczniejszych rodzin szlacheckich, której gniazdo znajdowało się na terenie gminy Lipno. Lipa jest godłem mówiącym, odnoszącym się do nazwy siedziby władz gminnych, miasta Lipna.